# عدس (سرده)
عدس (نام علمی: Lens) نام یک سرده از زیرخانواده باقالی‌ها است.